# Saint-Appolinaire
Pour les autres localités homophones, voir Saint-Apollinaire. Pour les différents saints chrétiens, voir saint Apollinaire.
Saint-Appolinaire est une commune française, située dans le département du Rhône en région Auvergne-Rhône-Alpes.

## Géographie

### Climat
Pour des articles plus généraux, voir Climat d'Auvergne-Rhône-Alpes et Climat du Rhône.
En 2010, le climat de la commune est de type climat des marges montargnardes, selon une étude du Centre national de la recherche scientifique s'appuyant sur une série de données couvrant la période 1971-2000. En 2020, Météo-France publie une typologie des climats de la France métropolitaine dans laquelle la commune est exposée à un climat de montagne ou de marges de montagne et est dans la région climatique  Nord-est du Massif Central, caractérisée par une pluviométrie annuelle de 800 à 1 200 mm, bien répartie dans l’année. 
Pour la période 1971-2000, la température annuelle moyenne est de 9,8 °C, avec une amplitude thermique annuelle de 16,5 °C. Le cumul annuel moyen de précipitations est de 1 048 mm, avec 11,1 jours de précipitations en janvier et 8 jours en juillet. Pour la période 1991-2020, la température moyenne annuelle observée sur la station météorologique de Météo-France la plus proche, « Les Sauvages », sur la commune des Sauvages à 7 km à vol d'oiseau, est de 9,7 °C et le cumul annuel moyen de précipitations est de 941,6 mm,. Pour l'avenir, les paramètres climatiques de la commune estimés pour 2050 selon différents scénarios d'émission de gaz à effet de serre sont consultables sur un site dédié publié par Météo-France en novembre 2022.

## Urbanisme

### Typologie
Au 1er janvier 2024, Saint-Appolinaire est catégorisée commune rurale à habitat dispersé, selon la nouvelle grille communale de densité à sept niveaux définie par l'Insee en 2022.
Elle est située hors unité urbaine. Par ailleurs la commune fait partie de l'aire d'attraction de Lyon, dont elle est une commune de la couronne,. Cette aire, qui regroupe 397 communes, est catégorisée dans les aires de 700 000 habitants ou plus (hors Paris),.

### Occupation des sols
L'occupation des sols de la commune, telle qu'elle ressort de la base de données européenne d’occupation biophysique des sols Corine Land Cover (CLC), est marquée par l'importance des forêts et milieux semi-naturels (70,9 % en 2018), en augmentation par rapport à 1990 (70,1 %). La répartition détaillée en 2018 est la suivante : 
forêts (70,1 %), zones agricoles hétérogènes (29,1 %), milieux à végétation arbustive et/ou herbacée (0,7 %). L'évolution de l’occupation des sols de la commune et de ses infrastructures peut être observée sur les différentes représentations cartographiques du territoire : la carte de Cassini (XVIIIe siècle), la carte d'état-major (1820-1866) et les cartes ou photos aériennes de l'IGN pour la période actuelle (1950 à aujourd'hui).

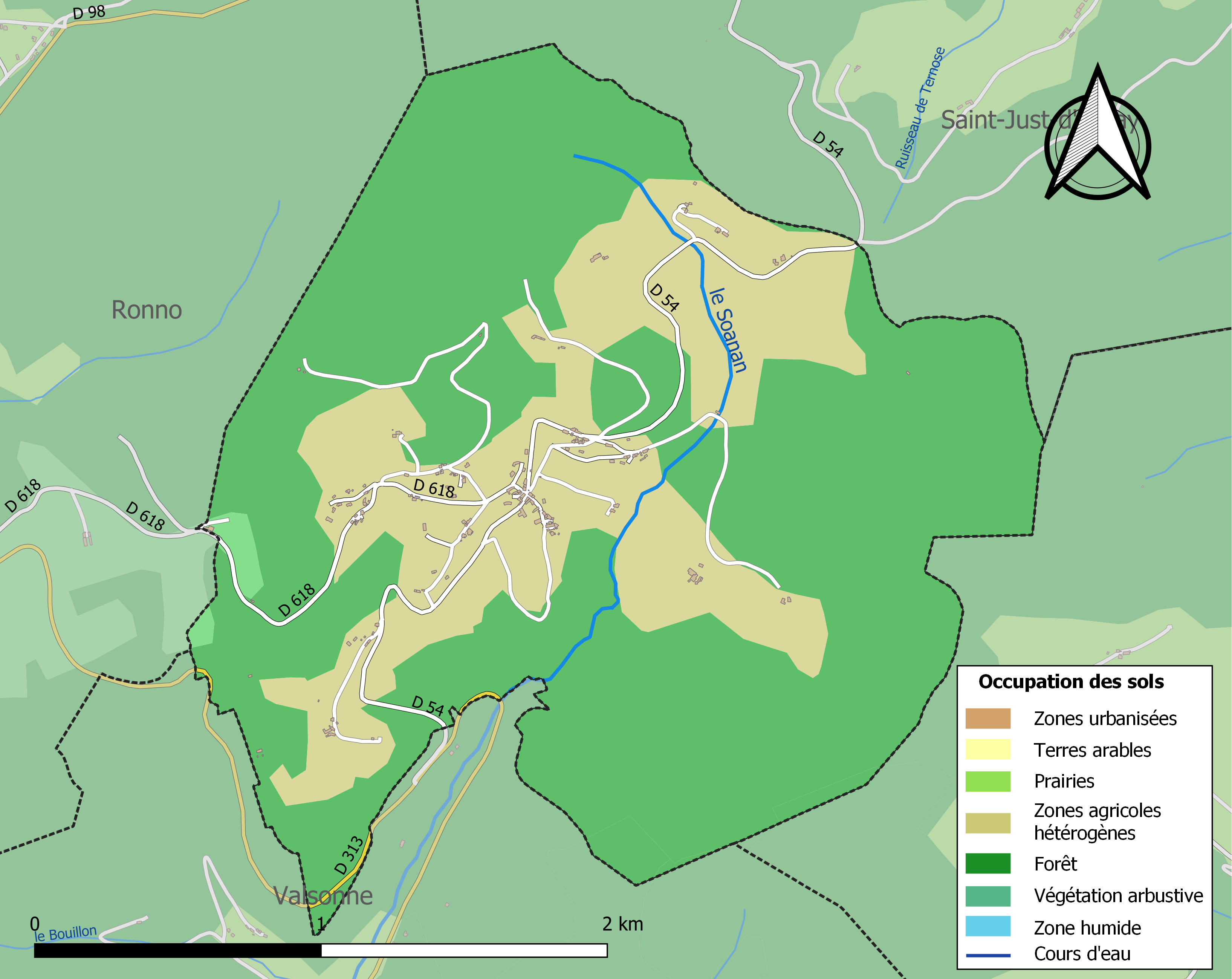
Carte des infrastructures et de l'occupation des sols de la commune en 2018 (CLC).

## Histoire

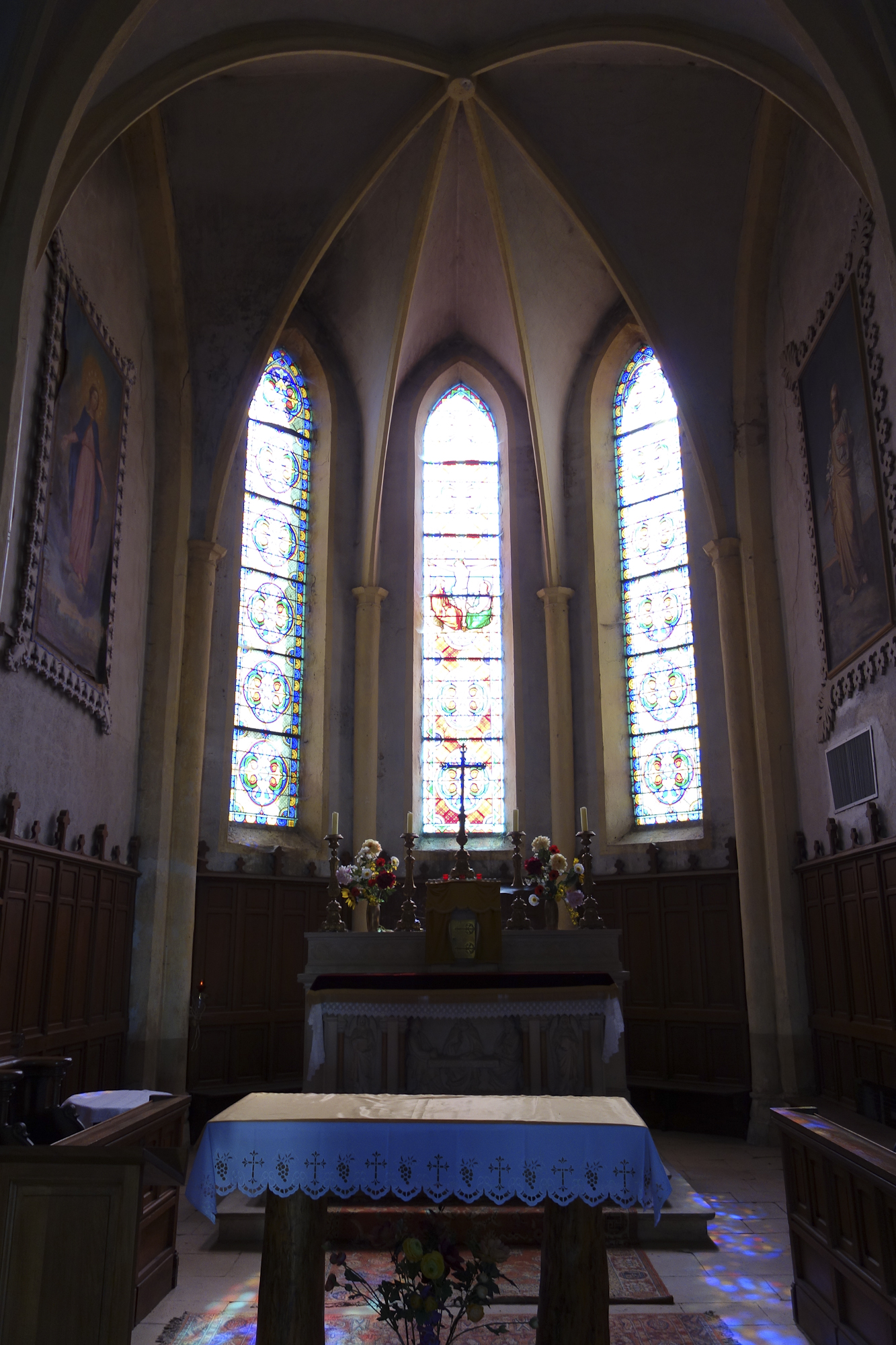
Nef de l'église de Saint-Appolinaire.

## Politique et administration
| Période                                  | Période          | Identité                      | Étiquette | Qualité                                          |
| ---------------------------------------- | ---------------- | ----------------------------- | --------- | ------------------------------------------------ |
| Les données manquantes sont à compléter. |                  |                               |           |                                                  |
| ?                                        | 1977             | M. Viland                     |           |                                                  |
| 1977                                     | 1993 (démission) | Maurice Dessaux (1934-2016)   | PS        |                                                  |
| 1993                                     | mars 2008        | Yvette Menichelli (1929-2012) |           | Dirigeante d'une entreprise de travaux publiques |
| mars 2008                                | mars 2014        | Roland Henry                  |           |                                                  |
| mars 2014                                | mai 2020         | Pascal Reynard                |           | Journaliste                                      |
| mai 2020                                 | En cours         | Évelyne Prêle                 | SE        | Comptable, ancienne première adjointe            |

## Démographie
L'évolution du nombre d'habitants est connue à travers les recensements de la population effectués dans la commune depuis 1793. Pour les communes de moins de 10 000 habitants, une enquête de recensement portant sur toute la population est réalisée tous les cinq ans, les populations de référence des années intermédiaires étant quant à elles estimées par interpolation ou extrapolation. Pour la commune, le premier recensement exhaustif entrant dans le cadre du nouveau dispositif a été réalisé en 2008.

En 2022, la commune comptait 235 habitants, en évolution de +13,53 % par rapport à 2016 (Rhône : +3,93 %, France hors Mayotte : +2,11 %).
| 1793 | 1800 | 1806 | 1821 | 1831 | 1836 | 1841 | 1846 | 1851 |
| ---- | ---- | ---- | ---- | ---- | ---- | ---- | ---- | ---- |
| 291  | 264  | 346  | 341  | 371  | 454  | 490  | 490  | 463  |

| 1856 | 1861 | 1866 | 1872 | 1876 | 1881 | 1886 | 1891 | 1896 |
| ---- | ---- | ---- | ---- | ---- | ---- | ---- | ---- | ---- |
| 425  | 440  | 434  | 422  | 405  | 414  | 425  | 393  | 379  |

| 1901 | 1906 | 1911 | 1921 | 1926 | 1931 | 1936 | 1946 | 1954 |
| ---- | ---- | ---- | ---- | ---- | ---- | ---- | ---- | ---- |
| 365  | 342  | 302  | 242  | 239  | 217  | 177  | 146  | 171  |

| 1962 | 1968 | 1975 | 1982 | 1990 | 1999 | 2006 | 2008 | 2013 |
| ---- | ---- | ---- | ---- | ---- | ---- | ---- | ---- | ---- |
| 129  | 121  | 102  | 104  | 101  | 110  | 146  | 156  | 189  |

| 2018 | 2022 | - | - | - | - | - | - | - |
| ---- | ---- | - | - | - | - | - | - | - |
| 219  | 235  | - | - | - | - | - | - | - |

## Lieux et monuments

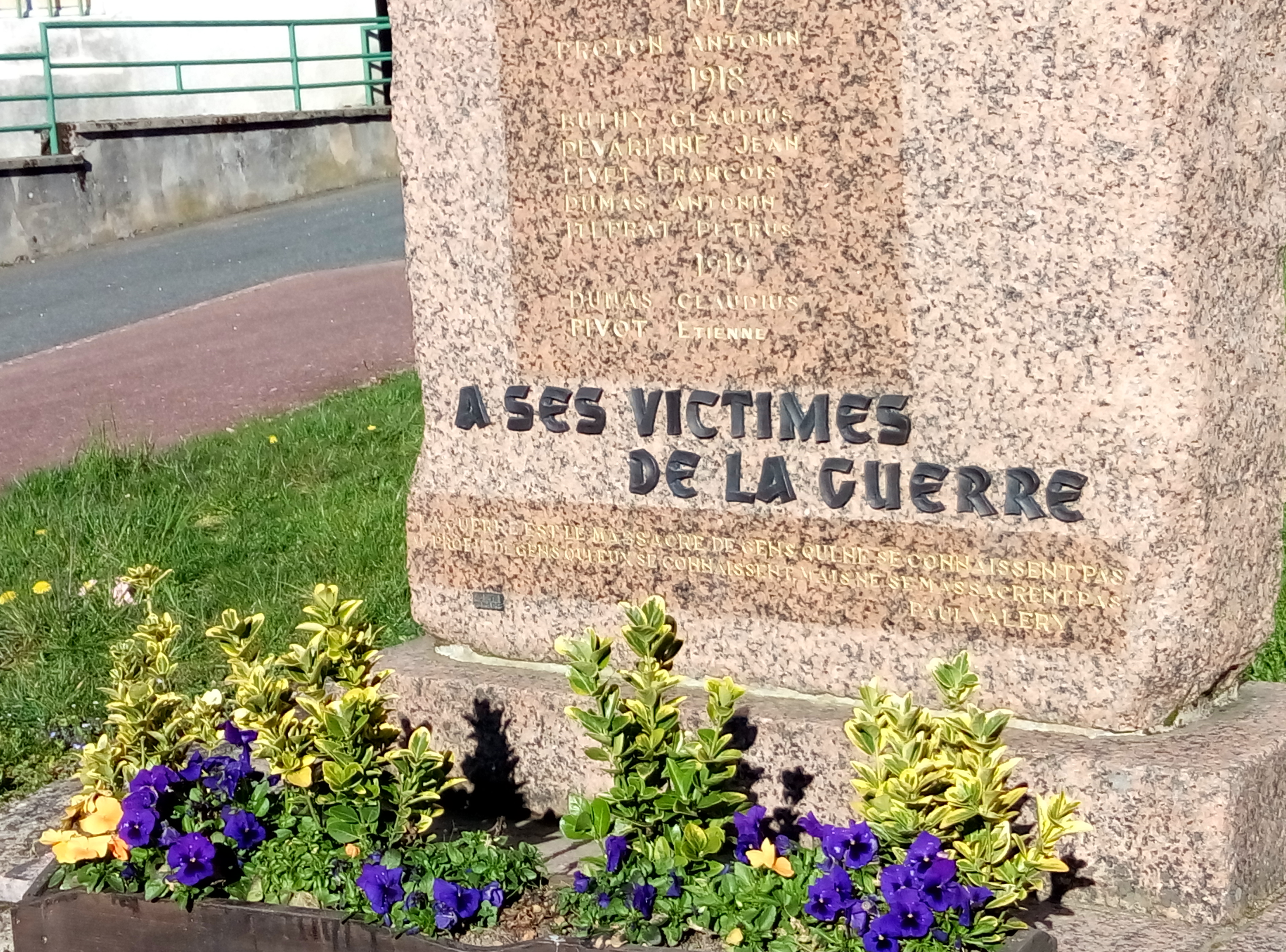
La citation de Paul Valéry sur le monument aux morts.

- Le monument aux morts est un des rares monuments aux morts pacifistes où se trouve la phrase célèbre de Paul Valéry : « La guerre est le massacre de gens qui ne se connaissent pas au profit de gens qui, eux, se connaissent mais ne se massacrent pas ».
- Le crêt des Quatre Bornes, point culminant de la commune (898 m) commun aux villages de Ronno et Saint-Just-d'Avray.
- Une tour d'observation fut construite pendant la Première Guerre mondiale pour veiller l'ennemi. Aujourd'hui on peut encore apercevoir une des quatre pierres qui représentent l'emplacement des piliers maintenant la tour.